# Nataniel Aguirre
Nataniel Aguirre González de Prada (Cochabamba, 10 ottobre 1843 – Montevideo, 11 settembre 1888) è stato uno scrittore, poeta e drammaturgo boliviano.

## Biografia
Scrisse alcune poesie e drammi storici sull'indipendenza del Perù e del Messico, ma è specialmente conosciuto per i suoi romanzi.

### Opere
- 1885 – Juan de la Rosa. Memorias del último soldado de la independencia
- La bellíssima Floriana
- Biografía del Coronel Burdett O´Connor
- Bolivia en la Guerra del Pacífico
- Biografía de Simón Bolívar
- La Guerra del Pacífico
- Represalia de un héroe
- Visionarios y mártires